# Condado de Saldaña
El actual condado de Saldaña es un título nobiliario español, concedido en 1462 por el rey Enrique IV a favor Íñigo López de Mendoza, ii duque del Infantado, iii marqués de Santillana y iii conde del Real de Manzanares. Su nombre hace referencia a la villa de Saldaña, provincia de Palencia.
El condado de Saldaña, junto con el marquesado de Santillana, ha sido llevado por todos los herederos del ducado del Infantado, y también después ya duques, hasta que lo cedían a su presunto heredero, tradición que duró casi cuatrocientos años, hasta que el xv duque, Mariano Téllez-Girón y Beaufort Spontin, xviii conde de Saldaña murió ostentándolo, ya que no tenía hijos y la sucesión presentaba dificultades, como así fue, repartiéndose sus numerosos títulos entre sus familiares. 
El ducado del Infantado fue a parar a Andrés Avelino de Arteaga y Silva, sobrino-nieto de Mariano Téllez-Girón y Beaufort, convirtiéndose así en el xvi duque, quien en 1893 rehabilitó el condado de Saldaña, convirtiéndose en el xix conde y transmitiéndose nuevamente unidos ambos títulos hasta su descendiente, Íñigo de Arteaga y del Alcázar, conde de Saldaña, desde el año 2002 hasta 2012.

## Orígenes
La existencia de un conde de Saldaña es legendaria y se remonta a la época del rey Alfonso II el Casto, en que una antigua leyenda refiere que el conde de Saldaña Sancho o Sanz Díaz habría tenido un hijo natural, el héroe Bernardo del Carpio, con Jimena, una hermana del rey Alfonso II, por lo cual habría sido encarcelado de por vida, a pesar de los esfuerzos de su hijo natural por rehabilitarlo, narrados en un cantar de gesta, perdido (Cantar de Bernardo del Carpio), pero de luenga tradición y descendencia literaria en Castilla a través del Romancero, la poesía épica culta (Bernardo de Balbuena) y el teatro.
Hacia la segunda mitad del siglo IX el entonces Rey de Asturias, Alfonso III, continuó con la actividad repobladora que había iniciado su predecesor Ordoño I, realizando la de la parte nororiental del reino. Dicha zona comprendía los territorios de la Líébana, los alrededores del Monasterio de San Román de Entrepeñas, Saldaña y Carrión. El gobierno de dichos territorios era asignado a un magnate distinguido entre la nobleza, bajo el título de conde. Según documentos musulmanes de la época el condado pertenecía a la familia de los Beni Gómez, cuyo primer conde documentado es Diego Muñoz.
En el año 1298 María de Molina donó Saldaña y su tierra a Fernand Ruiz de Saldaña.
Siendo el señor de Saldaña Diego Gómez de Sandoval, Conde de Castro, Juan II se la confiscó junto a todos sus bienes por haber sido uno de los nobles que contra él conspiraron ayudando al Rey de Navarra en la Guerra civil castellana de 1437-1445. Como, por el contrario, Iñigo López de Mendoza, Marqués de Santillana, fue de los que se mantuvo a su lado, especialmente en su participación en la Batalla de Olmedo, le otorgó Saldaña y su tierra mediante carta fechada en Toledo el 20 de diciembre de 1445.
Posteriormente Juan II se reconcilió con el Conde de Castro y le devolvió los bienes confiscados. Sin embargo, mediante una cédula fechada en Valladolid el 20 de octubre de 1448, le expropió de nuevo su patrimonio, concediendo Saldaña, su tierra y su castillo a Alfonso de Fonseca, Obispo de Ávila.
Don Iñigo López de Mendoza y el Obispo Fonseca concertaron intercambiar la villa y tierra de Coca por la de Saldaña. Dicha trasmisión quedó plasmada en varios documentos, en los que primeramente el Obispo Fonseca extendió una carta de permuta el 19 de diciembre de 1451 y, posteriormente, el Marqués de Santillana hizo lo propio en el Campo de Torija el 26 de junio de 1452. A estas escrituras les siguieron otras ratificando el cambio.

## Historia de los condes de Saldaña desde su rehabilitación en 1893

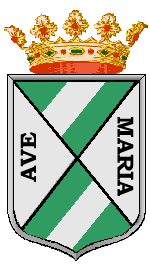
Escudo de la villa de Saldaña (Palencia)

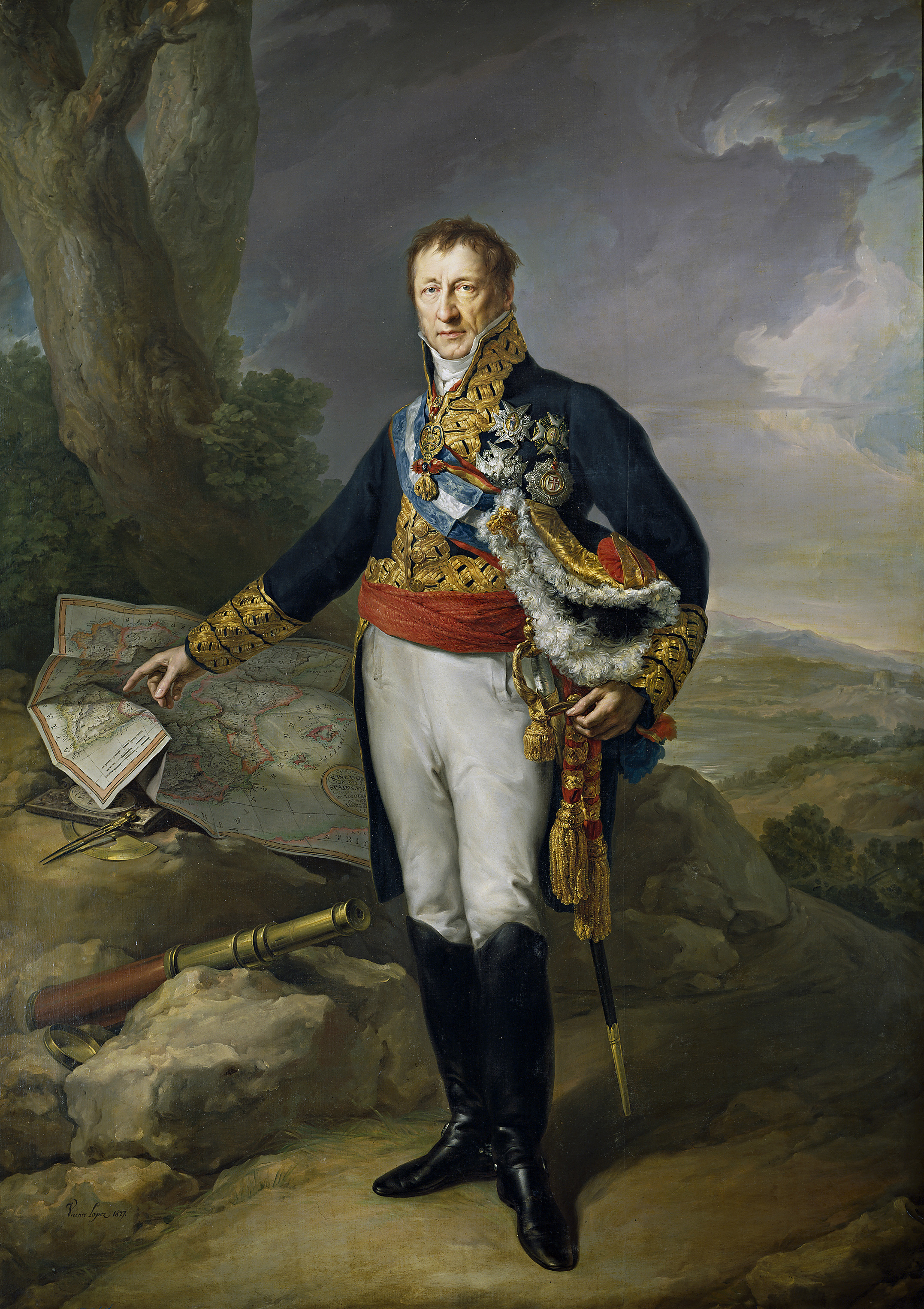
Pedro de Alcántara Álvarez de Toledo, xv conde de Saldaña, retratado por Vicente López Portaña. Museo del Prado

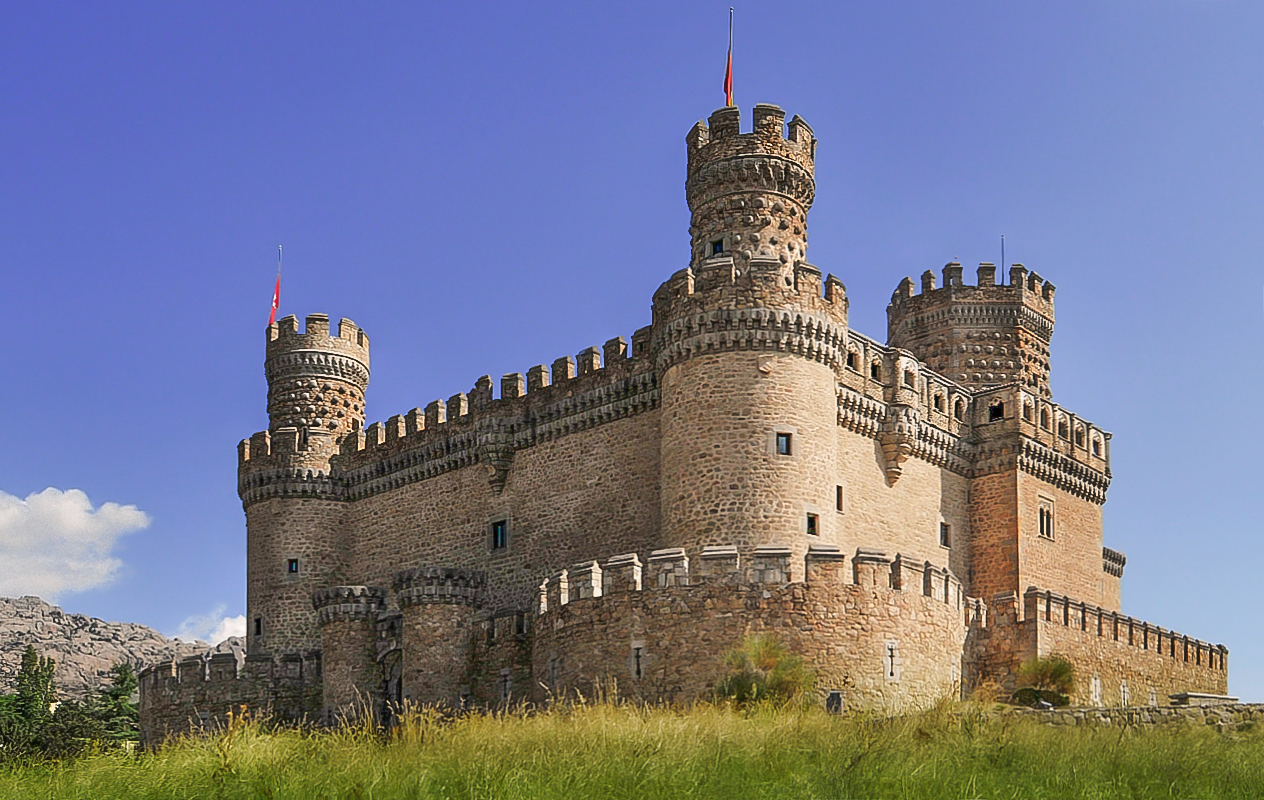
Castillo de Manzanares el Real (Madrid). Construido en el por los duques del Infantado, condes de Saldaña y condes del Real de Manzanares

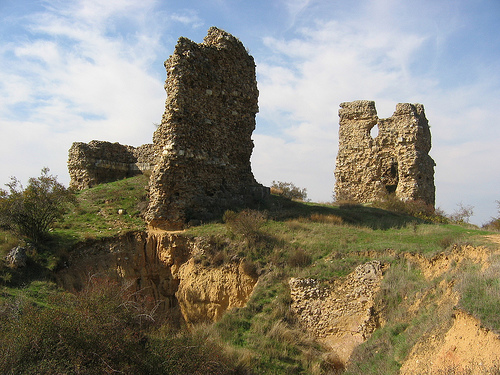
Castillo de Saldaña,, reconstruido en el por el duque del Infantado. Actualmente en ruinas

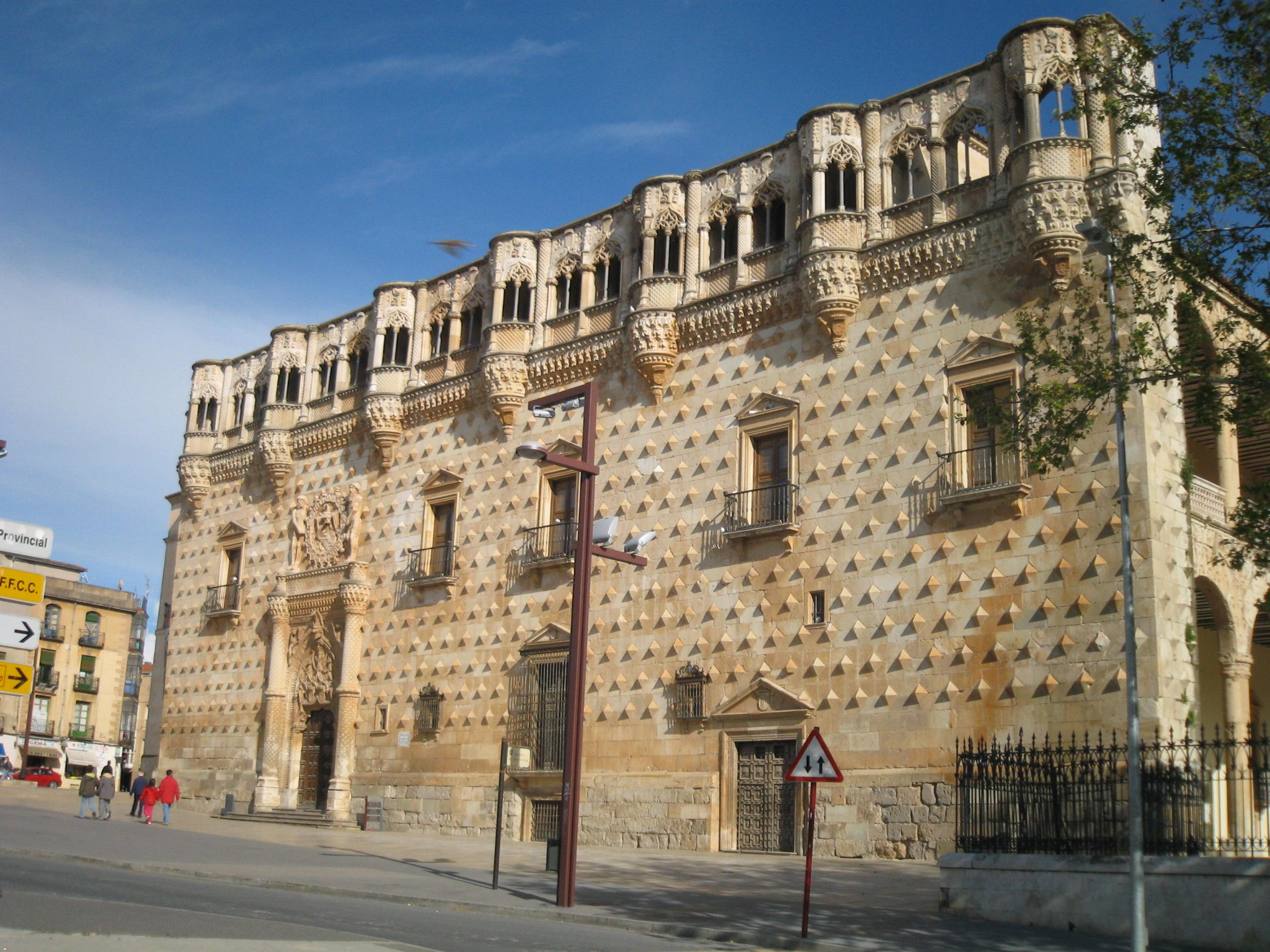
Palacio de los duques del Infantado, condes de Saldaña. Guadalajara

- Andrés Avelino de Arteaga Lazcano y Silva (Madrid, 12 de julio de 1833-15 de junio de 1910),[5] xix conde de Saldaña, xvi duque del Infantado, xiv marqués de Cea, xiv de Guadalest, xiv de La Guardia, xiii de Estepa, xi de Armunia, xi de Ariza, vi de Argüeso, vi de Valmediano, de Santillana, xvi conde del Real de Manzanares, ix de Santa Eufemia, de Corres y x de la Monclova y almirante de Aragón, sucediendo a su abuelo paterno por Real Carta de 12 de julio de 1864.[6] Era hijo de Andrés Avelino de Arteaga-Lazcano y Carvajal y de Fernanda de Silva Téllez-Girón y Waldstein.[5] Fue caballero de la Orden de Santiago en 1863 y senador por derecho propio desde mayo de 1865.[5]

Se casó en 1866 en Madrid con María de Belén Echagüe y Méndez de Vigo, hija de Rafael Echagüe y Bermimgham, i conde del Serrallo. Le sucedió su hijo:
- Joaquín Ignacio de Arteaga y Echagüe Silva y Méndez de Vigo, (1870-1947), xx conde de Saldaña, xvii duque del Infantado, xii marqués de Armunia, xii marqués de Ariza, xiv marqués de Estepa, xviii marqués de Santillana, x marqués de Laula (por rehabilitación a su favor en 1913), ix marqués de Monte de Vay (por rehabilitación en 1913), xii marqués de Vivola, xv marqués de Cea, viii marqués de Valmediano, xi marqués de la Eliseda (por rehabilitación a su favor en 1921), v conde de Corres, xi conde de la Monclova, x conde de Santa Eufemia, xviii conde del Real de Manzanares, xv conde del Cid, xxiii Señor de la Casa de Lazcano. En 1912, como marqués de Santillana y conde de Corres, solicitó Real carta de sucesión en los títulos de duque del Infantado, marqués de Ariza, de Estepa, de Valmediano, de Armunia, de Cea, conde de Monclova, de Saldaña, del Real de Manzanares, de Santa Eufemia, y señor de la Casa de Lazcano con Grandeza de España.[7]

Contrajo matrimonio con Isabel Falguera y Moreno, iii condesa de Santiago. Le sucedió su hijo:
- Íñigo de Loyola de Arteaga y Falguera (Madrid, 14 de noviembre de 1905-Marbella, 19 de marzo de 1997),[8] xxi conde de Saldaña, xiv duque de Francavilla (rehabilitado a su favor en 1921), xviii duque del Infantado, xiii marqués de Armunia, xiii marqués de Ariza, xv marqués de Estepa, xix marqués de Santillana, xvi marqués de Cea, x marqués de Monte de Vay, ix marqués de Valmediano, xiii marqués de Vivola, xix conde del Real de Manzanares, xi conde de Santa Eufemia, xii conde de la Monclova, v conde del Serrallo, vi conde de Corres, xvii conde del Cid y iv conde de Santiago.Fue teniente general del ejército de tierra, almirante de Aragón, caballero de la Orden de Santiago, maestrante de Zaragoza, gentilhombre de cámara del rey Alfonso XIII y decano de la Diputación Permanente de Grandeza.[8]

Se casó en primeras nupcias con Ana Rosa Martín y Santiago-Concha (m. 1953) y en segundas con María Cristina de Salamanca y Caro, vi condesa de Zaldívar Sin descendientes de su segundo matrimonio, le sucedió, de su primer matrimonio, su hijo:
- Íñigo de Arteaga y Martín (Madrid, 8 de octubre de 1941-9 de junio de 2018),[9] xxii conde de Saldaña, vii conde de Corres,[10] xix duque del Infantado, xiv marqués de Armunia, xx marqués de Santillana, xiv marqués de Ariza, xx conde del Real de Manzanares, xii conde de la Monclova, xvii marqués de Cea, ix marqués de Valmediano, xix marqués de Távara.

Contrajo un primer matrimonio con Almudena del Alcázar y Armada, hija de Juan Bautista del Alcázar y de la Victoria, vii conde de los Acevedos y de Rafaela Armada y Ulloa, hija del vii conde de Revillagigedo. Se casó en segundas nupcias con Carmen Castelo Bereguiain. Le sucedió, de su primer matrimonio, su hijo:
- Íñigo de Arteaga y del Alcázar (1969-2012), xxiii conde de Saldaña, xx marqués de Távara, viii conde de Corres. Fallecido el 14 de octubre de 2012 en accidente de aviación.[11] Le sucede su padre:

- Íñigo de Arteaga y Martín (1941-2018), xxiv conde de Saldaña (por segunda vez),[12] ix conde de Corres (por segunda vez) y demás títulos. Le sucede su nieta:

- Almudena de Arteaga y Anchustegui (1986-), xxv condesa de Saldaña, xxi marquesa de Santillana, hija de Almudena de Arteaga y del Alcázar, xx duquesa del Infantado y de José Luis Anchústegui y Lluria.[9][13]

Casada con Javier Sánchez-Lozano y Velasco.

## Lista de condes de Saldaña desde elsigloXV
|                                          | Titular                                                      | Periodo                  |
| Concesión por Enrique IV                 | Concesión por Enrique IV                                     | Concesión por Enrique IV |
| ---------------------------------------- | ------------------------------------------------------------ | ------------------------ |
| i                                        | Íñigo López de Mendoza                                       | 1462-1500                |
| ii                                       | Diego Hurtado de Mendoza de la Vega y Luna                   | 1500-1531                |
| iii                                      | Íñigo López de Mendoza y Pimentel                            | 1531-1566                |
| iv                                       | Diego Hurtado de Mendoza y Aragón                            |                          |
| v                                        | Íñigo López de Mendoza y Mendoza                             | 1554-1601                |
| vi                                       | Diego Hurtado de Mendoza y Enríquez de Cabrera               | murió niño               |
| vii                                      | Ana de Mendoza y Enríquez de Cabrera                         | -1633                    |
| viii                                     | Luisa de Mendoza y Mendoza                                   |                          |
| ix                                       | Rodrigo Díaz de Vivar Hurtado de Mendoza y Sandoval          | -1657                    |
| x                                        | Catalina Hurtado de Mendoza y Sandoval                       | 1657-1686                |
| xi                                       | Gregorio de Silva y Mendoza                                  | 1686-1693                |
| xii                                      | Juan de Dios de Silva y Mendoza de Haro                      | 1693-1737                |
| xiii                                     | María Teresa Hurtado de Mendoza y Sandoval de la Vega        | 1737                     |
| xiv                                      | Pedro Alcántara Álvarez de Toledo y Silva y Mendoza Pimentel | 1729-1790                |
| xv                                       | Pedro Alcántara Álvarez de Toledo y Salm-Salm                | 1841                     |
| xvi                                      | Pedro de Alcántara Téllez-Girón y Beaufort Spontin           | 1841-1844                |
| xvii                                     | Mariano Téllez-Girón y Beaufort Spontin                      | 1844-1882                |
| Rehabilitación por Alfonso XIII, en 1893 |                                                              |                          |
| xviii                                    | Andrés Avelino de Arteaga y Silva, Mendoza y Sandoval        | 1893-1910                |
| xix                                      | Joaquín de Arteaga y Echagüe                                 | 1912/13-1947             |
| xx                                       | Íñigo de Arteaga y Falguera                                  | 1947-1966                |
| xxi                                      | Íñigo de Arteaga y Martín (1.ª vez)                          | 1966-2002                |
| xxii                                     | Íñigo de Arteaga y del Alcázar                               | 2002-2012                |
| xxiii                                    | Íñigo de Arteaga y Martín (2.ª vez)                          | 2013-2018                |
| xxiv                                     | Almudena de Arteaga y Anchústegui                            | 2018-actual titular      |